# Zenkevitchiella abyssalis
Zenkevitchiella abyssalis is een eenoogkreeftjessoort uit de familie van de Bathypontiidae. De wetenschappelijke naam van de soort is voor het eerst geldig gepubliceerd in 1955 door Brodsky.